# Pacific City
Pacific City és una concentració de població designada pel cens dels Estats Units a l'estat d'Oregon. Segons el cens del 2000 tenia 1.027 habitants.

## Demografia
Segons el cens del 2000, Pacific City tenia 1.027 habitants, 485 habitatges, i 317 famílies. La densitat de població era de 106 habitants per km².
Dels 485 habitatges en un 13,4% hi vivien nens de menys de 18 anys, en un 54,8% hi vivien parelles casades, en un 6,6% dones solteres, i en un 34,6% no eren unitats familiars. En el 30,1% dels habitatges hi vivien persones soles el 14,8% de les quals corresponia a persones de 65 anys o més que vivien soles. El nombre mitjà de persones vivint en cada habitatge era de 2,12 i el nombre mitjà de persones que vivien en cada família era de 2,55.
Per edats la població es repartia de la següent manera: un 16,1% tenia menys de 18 anys, un 4% entre 18 i 24, un 17,6% entre 25 i 44, un 35% de 45 a 60 i un 27,4% 65 anys o més.
L'edat mediana era de 53 anys. Per cada 100 dones de 18 o més anys hi havia 94,1 homes.
La renda mediana per habitatge era de 33.250 $ i la renda mediana per família de 55.368 $. Els homes tenien una renda mediana de 26.042 $ mentre que les dones 26.250 $. La renda per capita de la població era de 25.819 $. Aproximadament el 8,4% de les famílies i el 7,9% de la població estaven per davall del llindar de pobresa.

## Poblacions més properes
El següent diagrama mostra les poblacions més properes.